# دبوسي دقيق
دبوسي دقيق (الاسم العلمي: Claviceps inconspicua) هو نوع من الفطريات يتبع جنس الدبوسي من الفصيلة الدبوسية.